# 小又風穴

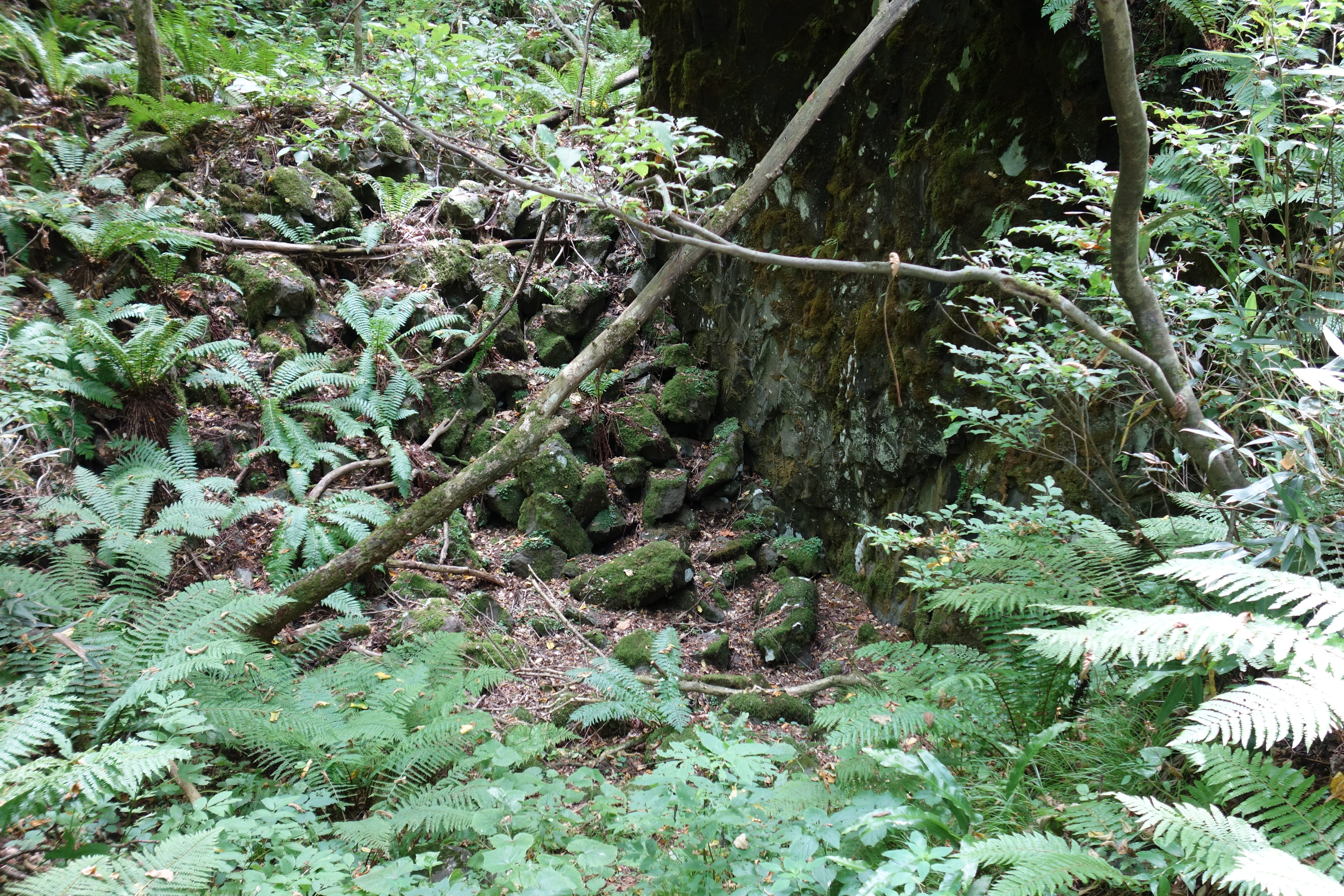
小又風穴、ホソイノデが生えている。

小又風穴（こまたふうけつ）は、秋田県北秋田市小又長坂ノ下にある風穴である。

## 概要
小又風穴は、阿仁前田温泉駅の東北約1キロメートルにある昼様山（日吉山とも、標高340メートル）の西側斜面一帯の広範囲に分布する風穴で、林間に冷風が流れてくるのが確認できる。
昼様山は南面から西面は浸食が著しく、ほぼ垂直の高度差約60メートルのほとんど無植生の岸壁になっている。東面はスギの植林地やコナラの二次林が発達している。
昼様山は玄武岩の柱状節理が発達しており、西側斜面一帯には崩落した玄武岩が堆積して風穴地帯を作っている。地下の隙間の空気が伏流水との温度差による対流によって、冷風が吹き上がっていると思われる。このため、低山帯にもかかわらず亜高山性植物であるベニバナイチヤクソウをはじめ、アイズシモツケやヒエスゲ、蘚類のフジノマンネングサやシダ植物のホソイノデなどが分布し、特異な自然環境が形成されている。そのため、同風穴一帯は1982年（昭和57年）5月1日に環境保護を目的として秋田県自然環境保全地域に指定された。
ベニバナイチヤクソウは他の風穴でも見られる植物であるが、小又風穴では優先群落となっている。このような例は極めてまれである。アイズシモツケは、秋田県では鹿角市湯瀬や由利本荘市の鬼倉山で発見されているに過ぎない。また、ヒエスゲは湯瀬や男鹿半島のみで発見されている。
昼様山の奥には沼があり、そこからしみ出た水が伏流水となって、阿仁前田温泉駅の直ぐ裏の冷水地区では石垣の間やカツラの根元から冷たい水がわき出ている。1979年（昭和54年）に風穴のすぐ近くを林道が通り、工事のために風穴直下が削り取られた。そのため露出した風穴の断面を見ることができた。その結果、隙間がある岩石が多数堆積していることが分かった。

## 石井忠行の記録
小又風穴は江戸時代から知られていたようで、久保田藩士の石井忠行は、随筆『伊豆園茶話』巻10に、「小又村の北に昼様（ひるさま）と云ふ岩山有り。中うつろにして風吹穴とて有り。炎暑の節も暫し居れば寒くなる、麓に大冷水と云あり。是に手を入れ石五ツも拾ひ上れば手こゞゆる也云々。」と記している。これは、1815年(文化12年)の淀川盛品による『秋田風土記』からの引用で、秋田風土記の小又村の項にも同様なことが記録されている。

## 昼様山(日吉山)について
昼様山は菅江真澄も記録しており、1805年（文化元年）「阿仁の沢水」に絵と文で記録している。このとき、太陽が真上にくると(影がなくなるので)人々は昼になったことを知る。そこでこの名がつけられたのではないかとしている。また、1802年（享和2年）の「雪の秋田根」でも雪景色の昼様山と七角山を絵図にしている。
北秋田市の前田小学校の校歌に「窓にそびゆる前田富士」と歌われている。この前田富士とは昼様山という記述も一部の本にあるが、本当は七角山のことである。